# Vente à découvert
La vente à découvert, (en anglais : short-selling) est une stratégie financière qui consiste à investir de manière à engendrer un profit dans le cas où le prix d'un actif financier baisse. Il s'agit du contraire de la position longue.

## Présentation
Une vente à découvert peut être menée de plusieurs manières. La technique la plus connue est le short-selling : un agent financier emprunte un actif (par exemple, une action) et promet au prêteur de lui rendre à terme ; l'agent vend l'actif à un acheteur, puis, quelque temps plus tard, rachète l'actif financier en question à un prix différent selon l'évolution du marché pour le rendre à celui qui lui avait prêté à l'origine. Si entre le moment de la vente et le moment du rachat le prix de l'actif a chuté, alors l'agent dégage un profit.

## Histoire
Le cas le plus ancien connu de vente à découvert remonte à 1609, année où Isaac Le Maire, un des principaux actionnaires de la Compagnie néerlandaise des Indes orientales, a vendu plus d'actions de la compagnie qu'il n'en détenait, pour une livraison différée d'une ou deux années, en faisant le pari que le cours de l'action baisserait avec l'émergence d'un concurrent français. Cette hypothèse ne se matérialisant pas, le cours de la compagnie remonta et Le Maire fut incapable de racheter les actions pour les livrer. Les autorités locales décidèrent de bannir la vente à découvert à la suite de cette affaire.
Sous l'Empire, Napoléon soupçonnait les vendeurs à découvert de saper sa politique. Il fit passer une loi qui les rendit passibles d'un an d'emprisonnement.
En 1838, un courtier new-yorkais, Jacob Little, décida de vendre à découvert des actions de la compagnie Erie, qu'il estimait surévaluée. Leur livraison était prévue dans un délai de 6 à 12 mois. Certains de ses ennemis, sachant qu'il aurait tôt ou tard besoin de se procurer ces titres, en achetèrent alors en masse pour en faire monter le prix dans une tentative de corner. Ils ne savaient pas cependant que Little possédait des obligations convertibles émises par Erie. Il suffit en effet à Little de faire une demande de conversion pour honorer ses livraisons, retournant contre ses auteurs la manœuvre dont il était l'objet. Les autorités locales décidèrent par la suite de limiter à 60 jours le délai de livraison d'une vente à découvert.
La vente à découvert, suivie d'une autre tentative de corner ratée, associées à une mauvaise appréciation du nombre de titres en circulation fut également une des causes de la panique bancaire américaine de 1907.
En 1931, après l'abandon de l'étalon-or par la Grande-Bretagne, les autorités britanniques puis américaines décidèrent l'interdiction temporaire des ventes à découvert.
En 1938, la Securities and Exchange Commission (SEC) adopta la règle de l'uptick, une règle d'encadrement du prix, n'autorisant la vente à découvert qu'à un prix supérieur ou égal à la cotation boursière précédente ; le dispositif sera en vigueur jusqu'en 2007.
En 1949, Alfred Winslow Jones fonda le premier hedge fund, de type long/short, c'est-à-dire associant l'achat d'un titre et la vente à découvert d'un autre titre préalablement emprunté.
Le 16 septembre 1992, George Soros se rendit célèbre en vendant à découvert pour quelque 10 milliards de dollars de livres sterling, anticipant correctement une dévaluation imminente de la devise par le gouvernement britannique de John Major.
En 2004, constatant un nombre élevé de suspens de règlement/livraison, la SEC adopta un règlement (Regulation SHO) demandant à l'intermédiaire financier d'emprunter les titres avant de les vendre à découvert s'il n'a pas la « certitude raisonnable » de pouvoir le faire dans les 3 jours suivants, et de solder sans délai les suspens vieux de plus de 10 jours.
La crise financière de 2008 amena de nombreux régulateurs boursiers, souvent sous la pression de leur gouvernement, à obliger, temporairement, l'intermédiaire d'un vendeur à découvert de titres du secteur financier à emprunter les actions au préalable et à publier les positions courtes excédant un seuil donné, généralement 0,25 %, du capital social de l'émetteur.
C'est aussi en 2008 que se produit un spectaculaire corner sur l'action Volkswagen : alors que Porsche détenait déjà 42,6 % des parts et le Land de Basse-Saxe 20 %, des hedge funds anticipant une baisse du cours de l'action Volkswagen avaient emprunté des titres en masse pour les vendre à découvert ; ils ignoraient que Porsche avait par ailleurs acquis des options d'achat représentant 31,5 % de capital supplémentaire, auprès de plusieurs banques, lesquelles avaient acheté au comptant les actions sous-jacentes pour faire face à l'éventualité d'un exercice de ces options. Quand les hedge funds ont dû chercher, sur un marché asséché, les titres nécessaires au remboursement de leurs emprunts, le cours de Volkswagen a subitement doublé et provoqué une perte estimée à 20 à 30 milliards d'euros pour les hedge funds,.
La crise grecque de 2010 suscita de nouvelles mesures de restriction de la vente à découvert, alors que les interdictions temporaires décidées en 2008 avaient été reconduites à plusieurs reprises. En particulier, l'Allemagne décida unilatéralement d'interdire les ventes à découvert sur les obligations souveraines de la zone euro.

## Définitions

### Vente à découvert et vente à terme
Vendre une production agricole à quelques mois de la récolte, ou vendre d'avance la cargaison d'un bateau attendu dans quelques semaines, sont des techniques qui remontent à l'Antiquité. Techniquement, ces ventes sont à découvert : l'objet de la vente n'existe pas encore. Elles sont aussi des ventes à terme.
En revanche, toute vente à terme n'est pas nécessairement une vente à découvert. Si le service de règlement différé permet au client particulier de vendre en différé, sa banque s'assure, le plus souvent, que les titres concernés sont déjà inscrits sur son compte.
Sur les marchés financiers, on applique de préférence l'expression de vente à terme pour les produits dérivés, futures et options. S'agissant de produits synthétiques, le concept de vente à découvert, en français, est peu pertinent, et l'est d'autant moins si le contrat ne peut être liquidé qu'en espèces et non par la livraison du produit sous-jacent.
De fait, les marchés à terme se sont imposés notamment parce que l'opportunité d'anticiper un actif à la baisse est égale à celle de l'anticiper à la hausse, tandis que sur le marché au comptant (la bourse), la vente à découvert est une opération délicate et réglementée.

### Vente à découvertnueetlocate
La formulation de la « vente à découvert nue » est inspirée, sous l'apparence d'un pléonasme, de la notion américaine de naked short selling, mais n'a pas de définition unique : certains entendent par là le fait de vendre des titres sans en avoir la provision préalable (par des achats ou des emprunts), d'autres s'y réfèrent pour constater un suspens faisant suite à un non-dénouement. Selon une définition intermédiaire, la vente à découvert serait « nue » dès lors qu'aucune provision en titres n'est déjà constituée, notamment par emprunt, mais aussi que le vendeur n'aurait négocié aucun emprunt de titres livrables avant le dénouement prévu de la vente, ni ne disposerait, par un accord-cadre avec un courtier, d'une garantie de mise à disposition de titres.
Aux États-Unis, la règle dite du locate (finance) (en), en vigueur depuis 2007, énonce les conditions à observer pour que la vente à découvert soit licite, et donc non « nue » : soit un lien peut être établi avec une opération de couverture, même si les titres ne sont pas déjà arrivés, soit le titre doit faire partie de la liste des titres faciles à emprunter (en) publiée quotidiennement par un courtier. Toutefois, ce dispositif reste fondé sur la bonne foi des déclarants et la SEC n'a pas les moyens de s'assurer du respect de la règle.
La Commission européenne envisage d'adopter une règle analogue dans une directive sur le marché financier à paraître en 2011.

## Fonctionnement
Vendre à découvert, c’est parier sur la baisse du cours d’une action. Il s'agit alors de vendre un actif non possédé afin de le racheter ultérieurement à un prix inférieur.

### De la négociation au règlement/livraison
La technique n'est généralement pas accessible aux particuliers et aux entreprises car la plupart des banques effectuent un contrôle de provision des titres comme des espèces sur les comptes de leurs clients. Cependant, NYSE Euronext propose un service de règlement différé (SRD) qui permet à l'investisseur de régler en fin de mois des ventes sur les actions éligibles au dispositif en vertu de leur liquidité. Dans ce cas, c'est l'intermédiaire du vendeur qui emprunte les titres pour les livrer à celui de l'acheteur et les rembourse en fin de mois. Une vente sur le SRD s'assimile donc à une vente à découvert.
Quand la bourse exécute, en jour J, un ordre de vente, l'avis d'exécution est transmis à la chambre de compensation, qui la traduit, à son tour, en une instruction de règlement/livraison ; cette dernière est soumise au contrôle de provision, en J+n, auprès du dépositaire central, où n est un nombre de jours ouvrés standard (3 chez NYSE Euronext). Le contrôle de provision consiste à vérifier que l'établissement financier dispose des titres sur son compte. Pour que la vente soit dénouée, il suffit que les titres soient présents en J+n. Si une banque achète des titres en J, les vend en J+1, les reçoit donc en J+3 et les livre en J+4, elle est techniquement à découvert entre J+1 et J+3.
La vente à découvert est pratiquée aussi et surtout sur le marché de gré à gré, en dehors, donc, de la bourse. Deux établissements financiers peuvent s'entendre, l'un pour acheter, l'autre pour vendre, un titre à une date de dénouement qui peut être plus éloignée que le J+n conventionnel de la bourse.
Ne passant pas en bourse, ces parties prenantes peuvent attendre la veille de la date de dénouement pour acheminer chacune leur instruction, l'une de réception, l'autre de livraison, vers le dépositaire central concerné.

### Couverture de la vente à découvert
Plusieurs types d'opération peuvent concourir à assurer la provision d'une vente à découvert :
- l'emprunt de titres ;
- l'achat ferme ;
- le reverse repo, ou achat temporaire ;
- l'exercice d'option d'achat.

L'emprunt de titres est la couverture la plus adaptée, les autres techniques ayant une incidence sur la trésorerie. L'emprunt permet de se faire livrer des titres contre la promesse de restituer des titres de même nature à une date future, généralement dans quelques jours ou quelques semaines, et moyennant une commission (fee).
La vente à découvert est également pratiquée par l'établissement placeur d'une augmentation de capital ou d'une nouvelle tranche d'un titre de dette publique, ou l'établissement chargé de la conversion d'une obligation convertible en actions. Elle est couverte par l'émission en date future des nouveaux titres.
Le vendeur à découvert peut être tenté de ne pas couvrir ; il peut faire le pari de pouvoir racheter dans les temps le titre à un prix en baisse sans qu'il ait eu besoin de supporter le coût d'un emprunt ; les réglementations nationales tolèrent plus ou moins cette pratique.

### Gestion des suspens
Vendre à découvert sans procéder ensuite à une opération de couverture conduit à l'échec du dénouement : les titres ne sont pas livrés, les espèces ne sont pas reçues. Il y a suspens, aussi appelé 'fail' chez les professionnels. Le plus souvent, les suspens sont fortuits, provoqués par un dysfonctionnement dans le système d'information.
Chaque dépositaire central a ses propres règles relatives aux suspens : certains font courir un délai pour que les participants régularisent leur situation, d'autres proposent un service d'emprunt, qui peut être coûteux, ou contraignent le vendeur défaillant à un rachat (buy-in) des titres sur le marché.
Prévenir l'apparition des suspens est difficile : si le dépositaire central subordonne le dénouement d'une vente à la présence des titres chez le vendeur (ainsi que des espèces chez l'acheteur), à la date prévue de dénouement, il n'a pas connaissance de la vente au moment où elle est négociée. Tout au plus peut-il découvrir, à la date où il reçoit l'instruction, en analysant le message SWIFT, la date à laquelle le vendeur déclare l'avoir conclue. Il ne peut pas savoir si un suspens résulte d'une vente qui aurait été effectivement négociée avant ou après la négociation d'un emprunt lui-même dédié à cette vente, et à plus forte raison si une telle vente est constitutive d'un abus de marché au sens de la loi ; ceci n'est cependant pas toujours compris, notamment par les critiques accusant occasionnellement la DTCC (le dépositaire central américain), ou la SEC, de ne pas faire le nécessaire pour empêcher que des suspens ne se matérialisent,.

### Stratégies d'investissement
De nombreux hedge funds proposent différents types de stratégie d'investissement qui ont en commun de s'appuyer spécifiquement sur la vente à découvert.
- arbitrage entre convertible et action : le fonds achète une obligation convertible dont l'option implicite d'achat de l'action sous-jacente paraît sous-évaluée, et vend l'action à découvert pour dégager une marge d'arbitrage ;
- arbitrage sectoriel (equity market-neutral) : un pronostic sur l'évolution comparée de deux sociétés d'un même secteur, ou d'une société par rapport son secteur, peut donner lieu à une stratégie associant achat d'un titre ou d'un indice et vente à découvert d'un autre titre ;
- arbitrage de fusion : dans la perspective d'une OPA d'une société sur une autre, un arbitrage classique consiste à acheter la valeur opéable et vendre à découvert l'action de l'acquéreur potentiel, et escompter un profit quand l'OPA a abouti ;
- opinion négative : le gérant vend à découvert l'action d'une société qui lui paraît surévaluée ou dont il pense qu'un événement probable et majeur (perte d'un client important, action en justice, contrainte réglementaire, etc.) va en compromettre les perspectives d'avenir et donc faire baisser le prix de l'action.

De manière générale, ces stratégies reviennent à prendre des positions longues sur des valeurs attendues à la hausse et des positions courtes sur des valeurs attendues à la baisse ((en) long/short equity).
Enfin, la vente à découvert peut être motivée par des raisons fiscales ; aux États-Unis, par exemple, l'investisseur individuel désireux de spéculer à la baisse un titre qu'il a en portefeuille peut qualifier une vente comme étant à découvert à la triple condition de ne procéder à aucune autre couverture de cette position longue, de liquider sa position courte dans les 30 derniers jours de l'année, et de garder sa position longue au-moins 60 jours au-delà. Le vendeur est alors imposé sur la plus-value tirée, non pas de la différence entre le produit de la vente et le prix moyen de sa position longue, mais du rachat de sa position courte.

## Avantages et inconvénients pour le marché

### Avantages
- En permettant d'élargir la négociation d'un titre à des vendeurs qui n'en sont pas détenteurs, la vente à découvert favorise la liquidité du titre, qui facilite à son tour les opérations de couverture. Elle est l'un des instruments de l'animateur de marché.
- La vente à découvert freine la formation de bulle spéculative à la hausse sur un titre. Ainsi, le cours des actions de sociétés chinoises cotées à la fois sur les bourses de Shanghai et de Hong Kong, tend à être plus élevé à Shanghai, où la vente à découvert est interdite, qu'à Hong Kong, où elle est autorisée[19].
- Elle permet d'informer le marché d'une éventuelle fraude ou manipulation comptable, quand cette information n'est pas connue des détenteurs du moment, ni même détectée par le régulateur[20]. Un gérant de hedge fund américain, David Einhorn, a, par exemple, vendu à découvert l'action Lehman Brothers après avoir acquis la conviction que les provisions pour dépréciations du portefeuille de CDO publiées par le courtier en juillet 2008 étaient largement sous-estimées. Mais attirer l'attention sur des irrégularités comptables peut aussi conduire le régulateur à suspendre la cotation du titre de l'entreprise mise en cause, et à compromettre les intérêts de ceux-là mêmes qui ont averti le marché, comme l'ont appris à leurs dépens des spéculateurs américains ayant vendu à découvert des actions d'entreprises chinoises cotées à New York, pendant l'été 2011[21].

### Inconvénients
- Si l'achat à terme est symétrique de la vente à découvert, et est pratiqué à la même échelle, la moyenne des baisses de prix est supérieure à la moyenne des hausses. L'impact d'une panique est plus fort que celui d'une bulle. La vente à découvert porte donc un risque d'aggravation d'une crise boursière.
- Une forte chute du cours de bourse d'une institution financière risque de déclencher un mouvement de panique, pas seulement chez les professionnels, mais aussi chez les déposants ; elle risque de provoquer des retraits massifs de liquidités, selon Callum McCarthy, président de la Financial Services Authority[22], et de déclencher une crise systémique.
- La vente à découvert peut être le support d'un abus de marché : un vendeur qui n'aurait pas l'intention de faire le nécessaire pour se procurer les titres avant leur livraison prévue et ferait ainsi délibérément échouer le dénouement, ne lèserait pas seulement son acheteur ; il tromperait aussi le marché dans la mesure où le prix auquel la vente à découvert a été négociée a été diffusé sur le marché et a pu influencer d'autres participants. Plus grave, la pratique dite short and distort par les anglo-saxons consiste à vendre une valeur à découvert puis à influencer le marché à la baisse en répandant des rumeurs négatives, en déclenchant une action en justice ou en demandant au régulateur un audit des comptes de la société visée ; une telle démarche, même infondée, peut suffire à entraîner la valeur à la baisse, au moins provisoirement, et assurer une plus-value au vendeur à découvert[23].

### Indicateurs de mesure
Le days to cover (DTC), ou nombre de jours pour couvrir, décrit la relation entre le nombre total d'actions d'une société qui ont été vendues à découvert et le nombre de jours de trading nécessaires pour les racheter, compte tenu de la liquidité du titre. Par exemple, si un total de 10 millions de titres de la société XYZ ont été vendus à découvert alors que le volume de transactions quotidien moyen est de 1 million, alors il faut compter sur 10 jours pour solder cette position cumulée à découvert.
La position courte (en anglais short interest) est la part, en pourcentage, pour une valeur mobilière donnée, du nombre de titres vendus à découvert sur le nombre de titres émis. Par exemple, si 10 millions d'actions de la société XYZ ont été vendues à découvert, alors que 100 millions de titres ont été émis, le short interest est de 10 %. Ce taux est en moyenne de 4,5 % sur les actions américaines comme sur les britanniques. Lors de la chute boursière de l'été 2008, ce taux est resté dans cet ordre de grandeur pour les trois valeurs bancaires britanniques dont le cours a cependant le plus chuté : 2,8 % du capital de HBOS, 1,4 % de Royal Bank of Scotland et 5 % de Barclays.
La réglementation américaine oblige le NYSE et le NASDAQ (mais pas les systèmes multilatéraux de négociation) à agréger les positions courtes déclarées par leurs donneurs d'ordre (l'ordre de vente doit stipuler sell ou short sell) et à les publier quotidiennement.
Ces deux indicateurs ne sont cependant exacts que si tous les vendeurs à découvert ont rendu publiques leurs ventes auprès du marché ou du régulateur boursier.
Enfin, la profession utilise aussi le ratio de l'encours prêté rapporté au nombre de titres en circulation comme un indicateur indirect de l'activité de vente à découvert, cette dernière étant très généralement adossée à un emprunt. Ce long/short ratio est publié par la société Data Explorers.

## Représentation sociale de la vente à découvert
La vente à découvert est associée à la spéculation dans la conscience collective. Elle est prohibée par l'islam. Un ministre malaisien des Finances a proposé de la punir par des coups de canne. En France, l'ancien ministre des Finances Michel Sapin l'a comparée à l'agiotage.
Au plus fort de la crise de 2008, après le train de mesures interdisant la vente à découvert prises par les régulateurs boursiers, le Figaro conclut : « La vente à découvert accusée de tous les maux » et l'agence Reuters rappelle, par ce titre, « Les vendeurs à découvert sont les méchants depuis 400 ans », que les critiques à leur encontre réapparaissent à chaque crise : celle de 1907, évoquée plus haut, puis celle de 1929, bien sûr, la crise financière de 1987 et lors de la chute des bourses qui suivit les attentats du 11 septembre 2001.
Plus récemment, les dirigeants de Tyco, Enron, WorldCom, Bear Stearns ou Lehman Brothers ont tour à tour vilipendé les « manipulateurs » qui répandraient de fausses rumeurs après avoir vendu à découvert les actions de leur entreprise, avant que celle-ci ne fasse faillite ou soit reprise par un concurrent. Mais aucune enquête de la SEC ne l'a démontré et aucune décision de justice ne leur a donné raison.
À chacune de ces affaires, il est rappelé que le vendeur à découvert vend des actions qu'il ne possède pas, une tournure le plus souvent juridiquement inexacte, mais de nature à jeter la suspicion sur ses motivations. « Qui vend ce qui ne lui appartient pas doit le racheter ou aller en prison », selon un vieil adage anglo-saxon. La presse décrit souvent le vendeur à découvert comme un « profiteur », un « charognard », voire un « contrefacteur » ou un « fraudeur ». La formule de Slate.fr, « Je vous la vends « nue à découvert » ? », au ton entre le sarcasme et la dérision, suggère une pratique douteuse.
John Mack, PDG de Morgan Stanley, désigne les vendeurs à découvert, dès le lendemain d'une chute de près de 25 % du cours de l'action de son entreprise, et en appelle aux autorités pour stopper ces « irresponsables » à l'origine de mouvements qui n'auraient pas de « fondement rationnel ».
Ces perceptions sont partagées, à l'occasion, par les dirigeants politiques et les régulateurs.
Dans le débat public qui suivit la chute de Bear Stearns, le sénateur américain Chris Dodd mit clairement en cause les vendeurs à découvert, en déclarant « Cela va au-delà de la rumeur. C’est de collusion qu’il s’agit ».
Quelques mois plus tard, en pleine tourmente boursière, commentant les restrictions décidées par la SEC, son président Christopher Cox évoqua des « fausses rumeurs », des « manipulations illégales à travers la vente à découvert nue qui menaçaient la stabilité des institutions financières » et la « tolérance zéro » de la Commission. La forte chute du prix des actions du secteur financier serait attribuable à des manipulations de marché qu'aurait rendues possibles une faille réglementaire ; emprunter les titres après, plutôt qu'avant, leur vente à découvert, définition retenue du naked short-selling par le régulateur américain, serait ainsi la cause, si l’on suit ce raisonnement, de la déstabilisation du marché.
En septembre 2008, le président George Bush déclara, dans un lapsus, que les vendeurs à découvert seraient persécutés (persecuted) alors qu'il voulait vraisemblablement dire « poursuivis » (prosecuted). Aucun ne le sera.
L'image du vendeur à découvert, dans l'opinion, est par ailleurs étroitement associée à celle du hedge fund, celle d'un prédateur, depuis la publicité causée, dans les années 2000, par quelques batailles boursières opposant des entreprises, notamment d'Europe continentale, à ce type de fonds, presque toujours américains ou britanniques. En 2005, Franz Müntefering, numéro deux du premier gouvernement Merkel, avait ainsi comparé les hedge funds à des criquets, une expression qui est restée. Aussi, quand les manœuvres de Porsche autour de Volkswagen leur font perdre une somme colossale sur des ventes à découvert, les médias les voient-ils en « arroseurs arrosés », comme le quotidien britannique "The Telegraph", qui titre sur une Allemagne qui « s'est vengée des criquets ».
En 2015, un boursicoteur américain a vu son compte passer d'un solde positif de 37 000 dollars à un découvert de plus de 100 000 dollars, en moins de 24 heures, à la suite d'une opération de vente à découvert sur une action dont le prix a augmenté d'environ 800%. Il a alors décidé de quémander de l'argent sur un site d'entraide financière, et s'est vu sévèrement réprimandé dans les nombreux commentaires qu'il a reçu.

## Action publique contre la vente à découvert depuis 2008

### Interdictions
La plupart des pays ayant un marché financier développé ont engagé, à partir de l'été 2008, des actions de restrictions de la vente à découvert. En juillet, la SEC interdit la seule vente à découvert « nue » sur 19 institutions financières,, puis en septembre, toute vente à découvert, nue ou non, sur 799 institutions financières pour 3 semaines. Dans les jours qui suivirent, la plupart des pays européens lui emboîtèrent le pas. L'Australie décida la même restriction, mais en y incluant les valeurs non financières. Selon le Nomura Research Institute, c'est le Japon qui applique le dispositif le plus contraignant.
S'il était établi que la vente à découvert représentait une part significative des volumes de transactions, et si la montée des suspens de règlement/livraison, aux États-Unis, était une préoccupation réelle des autorités depuis quelques années, rien ne démontrait que la vente à découvert, nue ou non, eût causé ou aggravé la crise financière.
Ces mesures ont donc été prises dans la précipitation et la panique. Le président de la SEC admit ainsi dans une interview que le secrétaire au Trésor Henry Paulson et le président de la Réserve fédérale Ben Bernanke faisaient pression sur lui, arguant que s'il n'agissait pas dans l'instant, cela serait fatal aux institutions financières et qu'il n'y aurait plus rien à sauver. Il ajouta plus tard que si c'était à refaire, il ne le referait pas.
Avec le recul, ces mesures restaient cependant défendables en vertu d'un principe de précaution. Priver le marché de ventes à découvert aurait pu agir comme coupe-circuit (même si ça n'a pas été le cas). Mais cet argument sera à peine avancé ; il est plus facile de désigner un coupable que d'avouer à une opinion angoissée qu'on tâtonne.
À contre-courant de cette évolution, la Chine envisage quant à elle d'autoriser la vente à découvert en même temps que d'autres techniques financières.

### Obligations de publication
En même temps qu'elles prononçaient leurs interdictions temporaires, les autorités boursières des États-Unis, de Grande-Bretagne, de France,, d'Espagne, de Belgique et des Pays-Bas, rendirent obligatoire la déclaration au régulateur ou la publication sur le marché de toute position courte de plus de 0,25 % du capital d'institutions financières cotées.
La procédure s'appuie sur une obligation de déclaration, non sur une analyse informatisée des ordres traités en bourse ou des instructions traitées par le dépositaire central, qui serait très compliquée et coûteuse à mettre en œuvre. L'idée est de toute manière moins de révéler l'existence d'abus de marché que de dissuader les participants d'en commettre. Quiconque diffuserait une information négative après avoir publié une position courte trahirait ses intentions, et quiconque ne publierait pas s'exposerait à de lourdes sanctions. Les hedge funds redoutent cependant qu'un tel dispositif ne suscite des actions en justice « frivoles » de la part de chefs d'entreprise mécontents de se découvrir l'objet d'une position à découvert.
Le 14 mars 2012, le Parlement européen a adopté un règlement qui rend obligatoire la notification au régulateur de toute position courte supérieure à 0,2 % du capital de toute société cotée, et une publication sur le marché lorsqu'elle dépasse 0,5 % de ce capital,.
En mars 2019, le législateur français s'est saisi une nouvelle fois du sujet en lançant une mission d'information sur l'activisme actionnarial.

### Mécanismes de protection
L'Autorité des marchés financiers français AMF a encadré la pratique, pendant une certaine période ; tandis que la BaFin allemande s'est autorisée à interdire certaines ventes sur titre ou pendant une période précise.

## Débat public sur les restrictions à la vente à découvert

### Arguments en faveur des restrictions

#### Question de morale
Nombreux sont ceux qui, en Europe et en Amérique du Nord, estiment que la vente à découvert doit être, par principe, supprimée, ou à tout le moins restreinte.
Robert Goebbels, député et membre au Parlement européen de la Commission des Affaires économiques, estime que la vente à découvert est « immorale » et « scandaleuse ». Arnaud Montebourg, député PS français, voit en elle « un symbole de l'économie de casino qu'il faut faire tomber ». Au Canada, Claude Chiasson, chroniqueur au Devoir, déplore « un procédé pervers », par lequel l'investisseur à long terme joue contre ses intérêts en prêtant ses titres à un emprunteur qui va les vendre, et dénonce au passage le droit qu'a un courtier, en Amérique du Nord, de faire signer à ses clients investisseurs une clause l'autorisant à prêter leurs titres à tout moment, donc, d'une certaine manière, « à leur insu ».

#### Coupe-circuit
Les partisans d'une politique de restrictions y voient un moyen de contrecarrer la spéculation susceptible d'accélérer la chute des marchés boursiers. Encadrer le prix de la vente à découvert (uptick rule), et à plus forte raison l'interdire, c'est dissuader les abus de marché, au lieu d'avoir à les punir après qu'ils ont causé des dégâts.

#### Restaurer la confiance
Cet argument a été invoqué très tôt dans la crise financière. Le président de la SEC établit un lien entre la vente à découvert nue et le risque de perte de confiance dès le 15 juillet 2008. Si la relation de cause à effet entre le taux de suspens de règlement/livraison et la chute des cours n'est pas avérée, en revanche les interdictions temporaires de ventes à découvert ont eu un effet de soulagement, voire de soupape, chez les investisseurs. Ces mesures d'urgence sont le signal envoyé à l'opinion que les autorités contrôlent la situation. Le Los Angeles Times, par exemple, se félicite de voir la SEC « montrer ses muscles ».

#### Défense des entreprises et de l'emploi
Interdire la vente à découvert, non plus temporairement mais en permanence, est un argument présenté en faveur de la protection des entreprises et des salariés. Dans un sondage conduit en octobre 2008, 60 % des chefs d'entreprise américains estimaient que la vente à découvert est dommageable à l'économie (harmful).
En France, le député de centre droit Stéphane Demilly trouve la vente à découvert « foncièrement malsaine » ; selon lui, « il est indéniable [qu'elle] a contribué à accélérer la crise financière mondiale […] Ce sont les entreprises cotées et les salariés qui en subissent les préjudices, avec les dégâts sociaux collatéraux que nous connaissons ».
Sur le marché des changes, la restriction de vente à découvert de dollars, par une banque centrale, comme celle du Brésil en 2011, permet de contrecarrer la spéculation à la hausse de la monnaie locale, qui pénalise les exportateurs du pays.

#### Défense des intérêts des petits porteurs
Interdire la vente à découvert serait une façon indirecte de faire disparaitre l'industrie des hedge funds, non régulée, et dont les stratégies de gestion dépendent étroitement de cette technique. Les petits porteurs, souscripteurs de parts d'OPCVM, qui eux, sont à juste titre régulés, ne verraient plus la performance de leur portefeuille amoindrie par l'avantage indu qu'une absence de régulation vaut aux hedge funds.

### Arguments en défaveur des restrictions

#### Causalité discutée
Le principal argument des opposants est le caractère injustifié des restrictions : les ventes à découvert ne sont pas la cause de la crise, et les restrictions ne sont pas la réponse à cette crise. Pour le professeur Asquith, il n'y a pas de preuve académique que des vendeurs à découvert aient pu conduire une entreprise à la faillite sans autre raison sous-jacente. Au contraire, d'après le professeur Owen Lamont, les entreprises ayant été attaquées par des vendeurs à découvert apparaissent rétrospectivement comme surévaluées ; les ventes à découvert ne sont donc pas la preuve, a priori, d'un abus de marché.
D'autre part, selon une équipe de chercheurs de l'université de Zurich, une analyse chronologique du cours et de la position courte des actions laisse penser, non pas que la chute des cours est causée par les vendeurs à découvert mais plutôt, au contraire, que ceux-ci interviennent parce que l'action a déjà subi une baisse significative. Une autre étude suggère, en revanche, que le vendeur à découvert fait une meilleure interprétation de l'information publiquement disponible sur une société.
Que les ventes à découvert soient faites sans emprunt préalable n'est pas davantage dommageable ; elles ne sont à l'origine que d'une petite partie des suspens, de l'ordre de 6 %, par exemple, de la valeur des actions canadiennes selon une étude. Et la valeur totale des suspens, de l'ordre de 1 % de la capitalisation boursière, ne saurait provoquer une accélération de la chute des cours.

#### Sélectivité et asymétrie
En reprenant une déformation ironique du sigle de la SEC, "Selective Enforcement Commission" (pour "Commission de mise en vigueur sélective"), The Economist relève que les interdictions portent presque toujours sur les valeurs financières, alors que rien ne montre qu'elles soient plus sujettes à la vente à découvert nue que les valeurs industrielles. Mais les patrons des banques sont plus influents que ceux de l'industrie auprès de la SEC et du Trésor et il n'est même pas certain que la première interdiction, portant sur 19 valeurs, eût été prise si deux d'entre elles, Fannie Mae et Freddie Mac n'avaient fait l'objet de rumeurs d'une faillite imminente. D'autre part, questionne le magazine, pourquoi parier à la baisse du cours d'une société serait-il plus dommageable à l'économie que le parier à la hausse avec son risque de bulle spéculative? Cette asymétrie de traitement ne protège pas l'investisseur, elle l'induit en erreur, et le régulateur sort de son rôle.

#### Doutes sur l'efficacité
De nombreux professionnels des marchés considèrent que les interdictions sont vaines ou inutiles. Le Nomura Research Institute
relève que les restrictions sur la vente à découvert mises en œuvre au Japon depuis 2008 n'ont pas davantage soutenu les prix des actions que la taxation des contrats à terme sur le Nikkei 225 décidée en 1990.
En mai 2010, la décision du gouvernement allemand d'interdire les ventes à découvert sur dettes en euro cotées en Allemagne est particulièrement critiquée, parce que les market-makers en sont exemptés et que la dette grecque, alors attaquée, ne s'y cote pas (la mesure sera discrètement révoquée deux mois plus tard). Même Jean-Pierre Jouyet, président de l'AMF entre 2008 et 2012, « doute de l'efficacité de l'interdiction de Berlin ».
Et une interdiction sans exemptions peut encore être contournée, soit en vendant à découvert sur un marché où elle ne s'applique pas, soit en achetant des puts sur un marché à terme, soit en vendant à terme un contrat d'indice boursier. L'investisseur peut contourner une interdiction sur les seules valeurs financières en associant une vente de contrat d'indice à un achat au comptant des valeurs non financières composant cet indice.
Enfin, aux partisans d'un retour, aux États-Unis, ou d'une introduction, en Europe, de l'encadrement du prix, leurs détracteurs rappellent que des décennies d'application de ce dispositif n'ont pas démontré son utilité.

#### Des effets indésirables
De nombreux professionnels estiment que les décisions prises n'étaient pas seulement inutiles, mais aussi inopportunes. Xavier Rolet, président du LSE, les estime « contre-productives ». Le professeur Didier Marteau relève une hausse paradoxale de la volatilité, et les difficultés rencontrées par certains investisseurs dans leurs opérations de couverture. Des hedge funds spécialisés dans les stratégies long/short ont dû renoncer à certains achats faute de pouvoir vendre d'autres actifs à découvert.
De fait, la comparaison des parcours boursiers des valeurs financières, interdites, et des autres valeurs, non interdites, et les comparaisons, pour les seules valeurs financières, entre leur parcours avant ou après l'interdiction et leur parcours pendant l'interdiction, montrèrent que ces mesures avaient eu pour effet, non pas d'enrayer la chute des cours des actions concernées, mais d'en augmenter la volatilité.
D'autre part, certains estiment que ce sont les politiques et les régulateurs qui ont communiqué leur anxiété au marché. L'interdiction sur la dette en euro décidée par l'Allemagne en 2010, unilatéralement, et à la surprise des marchés, a ainsi déclenché une baisse immédiate de Wall Street.
Enfin, même la publication obligatoire des positions courtes supérieures à un certain seuil pourrait avoir des effets néfastes ; en suscitant des comportements moutonniers, elle pourrait aggraver un mouvement de baisse.

#### Difficultés pratiques de mise en œuvre
Les mesures décidées jusqu'à présent dépendent toutes de la diligence des participants à se conformer à la réglementation et à la sincérité des informations qu'ils communiquent.
Aller plus loin, vers un contrôle informatisé des transactions à la source, est techniquement difficile et financièrement coûteux. Contrôler qu'une vente est couverte par un emprunt suppose une intégration des systèmes de trading et des systèmes de règlement/livraison ; mais celle-ci serait incompatible, au moins en Europe, avec les principes de ségrégation de ces deux fonctions et de mise en concurrence des prestataires qui sont sous-jacents à la directive européenne sur les marchés financiers (MIF) en vigueur depuis 2004.
Contrôler que le prix d'une vente à découvert est supérieur ou égal à la précédente vente est un mécanisme certes éprouvé, mais la récente fragmentation des marchés boursiers la rendrait plus coûteuse à mettre en œuvre (comment comparer un prix négocié dans la bourse X par rapport au précédent négocié dans la bourse Y?), sauf à laisser des brèches dans lesquelles des vendeurs à découvert s'engouffreraient.
Même réduire de J+3 à J+1 le délai de règlement/livraison représente à lui seul un défi, et cela ne s'appliquerait même pas aux ventes de gré à gré.